# Blarina brevicauda manitobensis
Blarina brevicauda manitobensis es una subespecie de musaraña de la familia soricidae.

## Distribución geográfica
Se encuentra en Norteamérica: el Canadá (Manitoba) y los Estados Unidos (Minnesota).